# Foreign Press Association in Israel
Die Foreign Press Association in Israel (FPA) ist die Interessenvertretung der ausländischen Journalisten, die aus und über Israel und Palästina berichten. Die FPA setzt sich u. a. bei Behörden und den jeweiligen mächtigen Gruppen für die Möglichkeit einer freien und ungehinderten Berichterstattung über den Nahostkonflikt ein. Rund 480 Journalisten für Fernsehsender, Radiosender, Photoagenturen, Online- und Printmedien aus 32 Ländern sind Mitglied der FPA.

## Geschichte
Die Foreign Press Association in Israel wurde im Juni 1957 von 31 Journalisten als nichtkommerzielle Nichtregierungsorganisation gegründet. Sie unterstützt ihre Mitglieder bei der Berichterstattung über den Nahostkonflikt. Ihre Hauptaufgabe besteht darin, die Interessen der in Israel arbeitenden Reporter aus anderen Ländern zu schützen.
Laut FPA werden die ausländischen Journalisten immer wieder von Behörden Israels und auf Seiten der palästinensischen Behörden angegangen oder gar bedroht. Die FPA versteht ihren Auftrag darin, bei bürokratischen Problemen zu helfen und ihre Mitglieder zu schützen, damit sie frei und ungehindert Nachrichten produzieren können.